# Cyclaneusma
Cyclaneusma DiCosmo, Peredo & Minter – rodzaj grzybów z typu workowców (Ascomycota).

## Systematyka i nazewnictwo
Pozycja w klasyfikacji według Index Fungorum
Marthamycetaceae, Chaetomellales, Leotiomycetidae, Leotiomycetes, Pezizomycotina, Ascomycota, Fungi.
Gatunki występujące w Polsce
- Cyclaneusma minus (Butin) DiCosmo, Peredo & Minter 1983
- Cyclaneusma niveum (Pers.) DiCosmo, Peredo & Minter 1983

Nazwy naukowe na podstawie Index Fungorum. Wykaz gatunków według A. Chmiel.